# Asproválta
Asproválta, en grec moderne : Ασπροβάλτα, est un village côtier du dème de Vólvi, district régional de Thessalonique, en Macédoine-Centrale, Grèce.
Selon le recensement de 2011, la population du village s'élève à 2 838 habitants.